# Halimeda opuntia
Espèce
Halimeda opuntia est une espèce d'algues vertes de la famille des Halimedaceae.